# Selachops relicta
Selachops relicta är en tvåvingeart som beskrevs av Zlobin 1983. Selachops relicta ingår i släktet Selachops och familjen minerarflugor. Inga underarter finns listade i Catalogue of Life.